# コリン・ギレスピー
コリン・ギレスピー（Collin Gillespie, 1999年6月25日 - ）は、アメリカ合衆国・ペンシルベニア州フィラデルフィア出身のプロバスケットボール選手。NBAのフェニックス・サンズにツーウェイ契約で所属している。ポジションはポイントガード。

## 経歴

### ハイスクール
高校4年目のシーズン途中まで主要な大学からのオファーは1つもなかったが、シーズン終盤に参加したトーナメントで活躍し、評価を上げた。シーズン終了後にビラノバ大学へ進学した。

### カレッジ

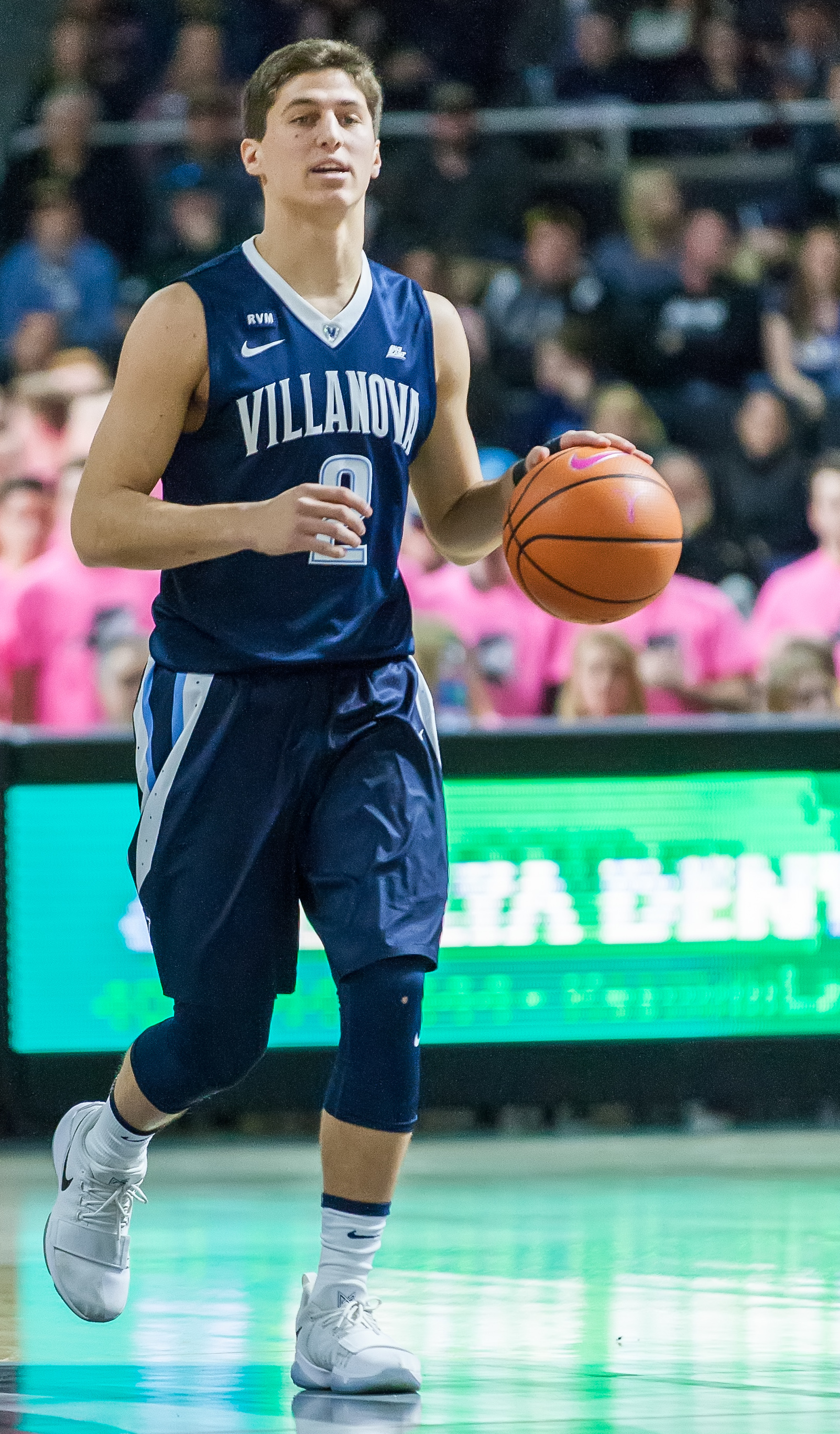
2018年のギレスピー

1年目の2017-18シーズンはNCAAのレッドシャツ制度により公式戦には出場しない予定だったが、ヘッドコーチのジェイ・ライトの判断により出場することになった。このシーズンは左手の骨折により1カ月以上離脱したが、ジェイレン・ブランソンの控えとして32試合に出場した。また、チームはNCAAトーナメントを勝ち上がり優勝し、自身はミシガン大学との決勝で4得点、5リバウンドを記録した。
2年目の2018-19シーズン、2019年2月3日のジョージタウン大学戦でシーズンハイの30得点を記録した。また、シーズン終了後に行われたパンアメリカン競技大会のアメリカ代表に選出され、ドミニカ共和国との3位決定戦で25得点を記録し勝利した。
3年目の2019-20シーズン開幕前の練習中に鼻を骨折し、開幕から数試合はフェイスガードを着けて試合に出場した。このシーズンは平均15.1得点、3.5リバウンド、4.5アシストの成績を記録し、オールビッグ・イーストセカンドチームに選出された。
4年目の2020-21シーズン、2021年3月3日のクレイトン大学戦で左膝の内側側副靱帯を断裂し、シーズン終了となった。このシーズンは平均14.0得点、3.3リバウンド、4.6アシストの成績を記録し、ビッグ・イーストの最優秀選手賞を受賞した。シーズン終了後、新型コロナウイルスの流行による特例措置を利用してもう1年大学に残ることを発表した。
5年目の2021-22シーズンは平均15.6得点、3.9リバウンド、3.3アシストの成績を記録し、ビッグ・イーストの最優秀選手賞を2年連続で受賞した。また、ボブ・クージー賞、ビッグ・イーストトーナメントのMVPも受賞し、NCAAトーナメントでもファイナル・フォーまで進出した。

### デンバー・ナゲッツ
2022年のNBAドラフトでは指名がなく、ドラフト後の7月3日にデンバー・ナゲッツとのツーウェイ契約に合意したが。同月30日にナゲッツは、ギレスピーの下肢手術のために無期限の欠場をさせることを発表した。このシーズン、ギレスピーの出場はなかったが、チームはNBAファイナルに進出し、フランチャイズ史上初となるNBAチャンピオンを獲得した。
2023年7月18日にナゲッツとツーウェイ契約で再契約に合意した。

### フェニックス・サンズ
2024年7月2日にフェニックス・サンズとのツーウェイ契約に合意した。
2025年3月4日のロサンゼルス・クリッパーズ戦で10得点、2リバウンド、3アシストを記録し、チームは119-117で辛勝した。

## 個人成績

### NBA

#### レギュラーシーズン
| シーズン | チーム | GP | GS | MPG  | FG%  | 3P%  | FT%  | RPG | APG | SPG | BPG | PPG |
| -------- | ------ | -- | -- | ---- | ---- | ---- | ---- | --- | --- | --- | --- | --- |
| 2023–24  | DEN    | 24 | 0  | 9.4  | .464 | .395 | .667 | .9  | 1.1 | .5  | .0  | 3.6 |
| 2024–25  | PHX    | 33 | 9  | 14.0 | .430 | .433 | .864 | 2.4 | 2.4 | .6  | .2  | 5.9 |
| 通算     | 通算   | 57 | 9  | 12.0 | .441 | .422 | .794 | 1.7 | 1.8 | .6  | .1  | 4.9 |

### カレッジ
| シーズン | チーム   | GP  | GS  | MPG  | FG%  | 3P%  | FT%  | RPG | APG | SPG | BPG | PPG  |
| -------- | -------- | --- | --- | ---- | ---- | ---- | ---- | --- | --- | --- | --- | ---- |
| 2017-18  | ビラノバ | 32  | 1   | 14.4 | .452 | .394 | .800 | 1.3 | 1.1 | .6  | .1  | 4.3  |
| 2018-19  | ビラノバ | 35  | 35  | 29.4 | .409 | .379 | .839 | 2.4 | 2.8 | 1.1 | .1  | 10.9 |
| 2019-20  | ビラノバ | 31  | 31  | 34.1 | .406 | .357 | .817 | 3.7 | 4.5 | 1.2 | .1  | 15.1 |
| 2020-21  | ビラノバ | 20  | 20  | 33.4 | .428 | .376 | .833 | 3.3 | 4.6 | 1.0 | .0  | 14.0 |
| 2021-22  | ビラノバ | 37  | 37  | 34.1 | .431 | .409 | .905 | 3.9 | 3.3 | 1.0 | .0  | 15.6 |
| 通算     | 通算     | 155 | 124 | 28.9 | .421 | .384 | .848 | 2.9 | 3.1 | 1.0 | .0  | 11.9 |